# مسجد الدباغين (تونس)
مسجد الدباغين هو مسجد قديم من مساجد مدينة تونس، لم يعُد موجودا، وقد كان يقع شرق المدينة.

## الموقع
كان يقع بسوق الدباغين.

## التّسمية
استمدّ المسجد تسميته من الدّباغين(صانعي دباغة الجلود) المحيطين به.

## التّاريخ
تمّ هدمه وبناء منازل حوله.